# Edmund I. Sinnhuber

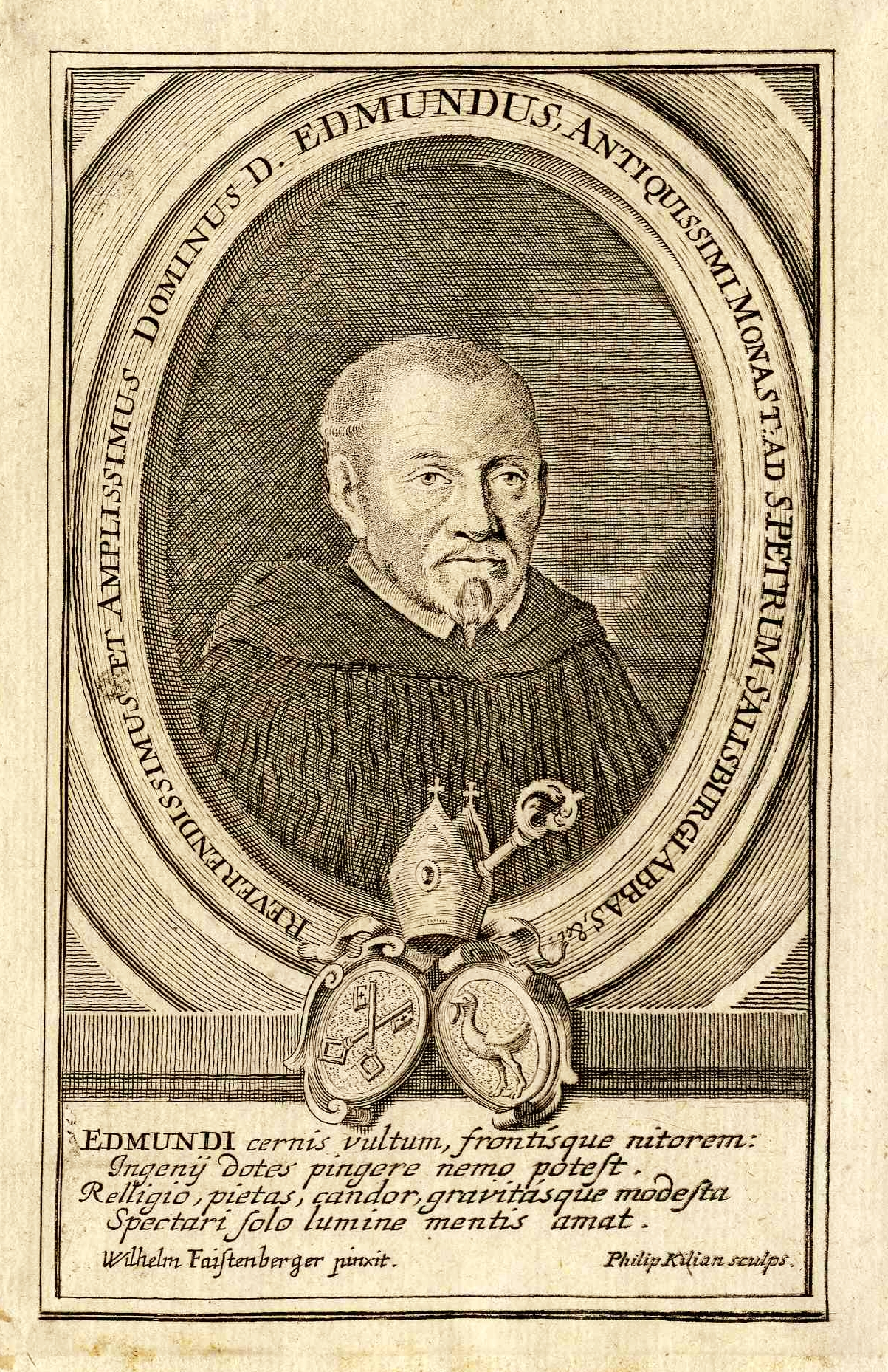
Abt Edmund I. Sinnhuber

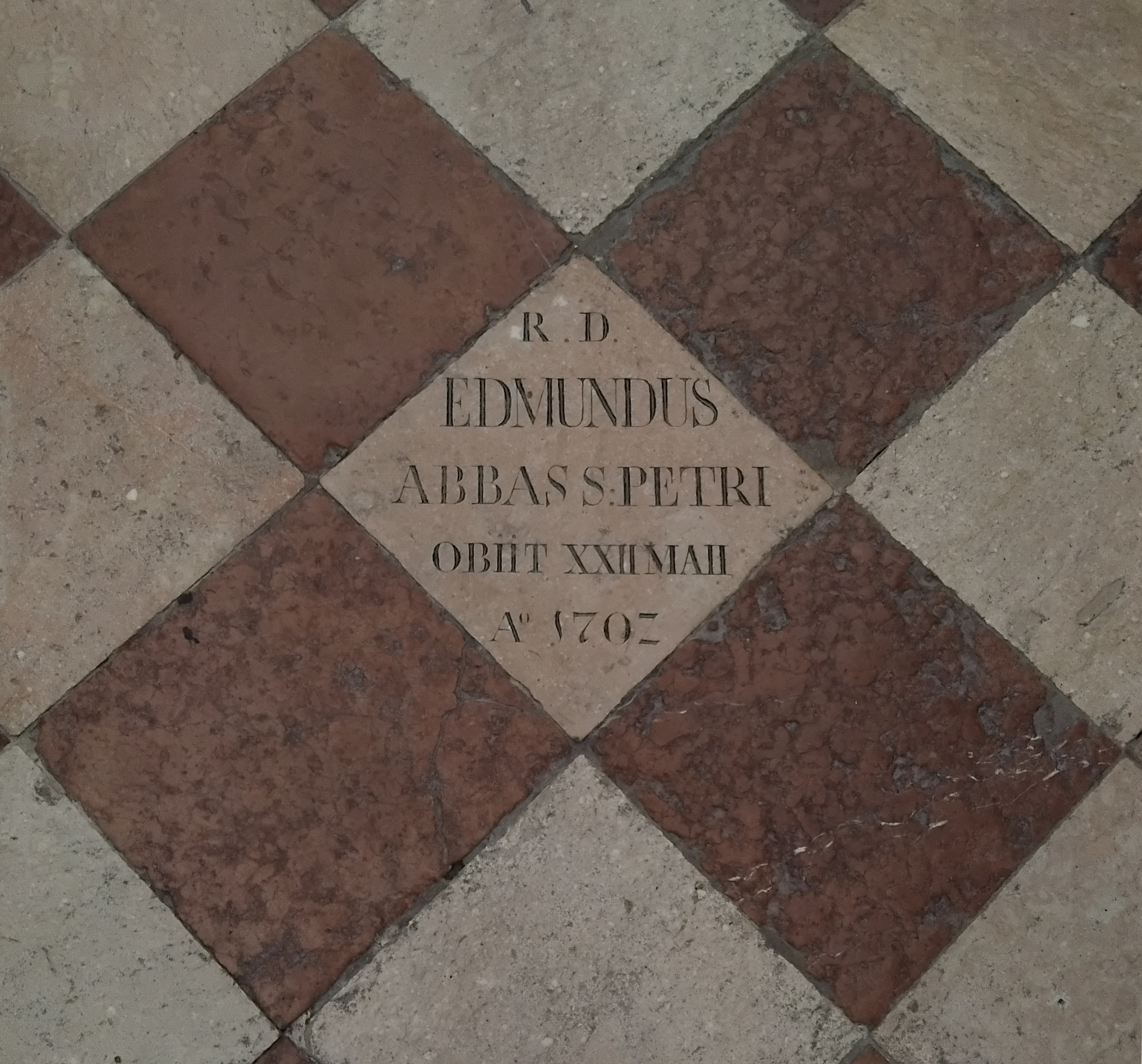
Grabstätte von Abt Edmund I. Sinnhuber

Edmund Sinnhuber (* 13. April 1631 in Salzburg-Riedenburg; † 21. Mai 1702 in Salzburg) war von 1673 bis 1702 Abt des Stiftes St. Peter in Salzburg.
Sinnhuber wurde als ältester Sohn des am Almkanal ansässigen Drahtziehermeisters Wolfgang Sinnhuber († 1668) und der Heuberger Bauerstochter Rosina Forsthuber geboren. Nach seinem Taufpaten, dem fürstlichen Bauschreiber Adam Lospichler, einem Schwiegersohn Santino Solaris, erhielt er den Rufnamen Adam. Edmund war sein Ordensname. 
Erst nach einer Auseinandersetzung mit seinem Vater erhielt Adam die Erlaubnis, das Benediktinergymnasium in Salzburg zu besuchen. Darauf folgte der Eintritt ins Noviziat von St. Peter. Als Vorauszahlung des Erbteils überließ der Vater, Wolfgang Sinnhuber, dem Kloster 600 fl. für einen neuen Altar in der Stiftskirche. Dafür verzichtete der Sohn auf jeden weiteren Erbanspruch.
Abt Edmund ließ im Stift St. Peter die teilweise baufälligen Gebäude um den Stiftshof umbauen. Dabei erhielt der Stiftshof seine heutige regelmäßige Gestalt. 1696 ließ er auf dem Mönchsberg anstelle zweier kleinerer Gebäude die Edmundsburg als seinen Sommersitz und Pensionat für Klosterbedienstete neu errichten. 1696 legte Edmund Sinnhuber den Grundstein für den Bau der Kollegienkirche. Sinnhuber wurde von Erzbischof Johann Ernst Graf Thun zum Visitator der vier Nonnenklöster der Erzdiözese Nonnberg (Salzburg), Gossen (Steiermark), Längsee (Kärnten) und Chiemsee (Bayern) ernannt. Im Alter von 71 Jahren starb Sinnhuber im 29. Jahr seiner Regierungszeit und wurde in der Stiftskirche St. Peter bestattet.

## Abtswappen

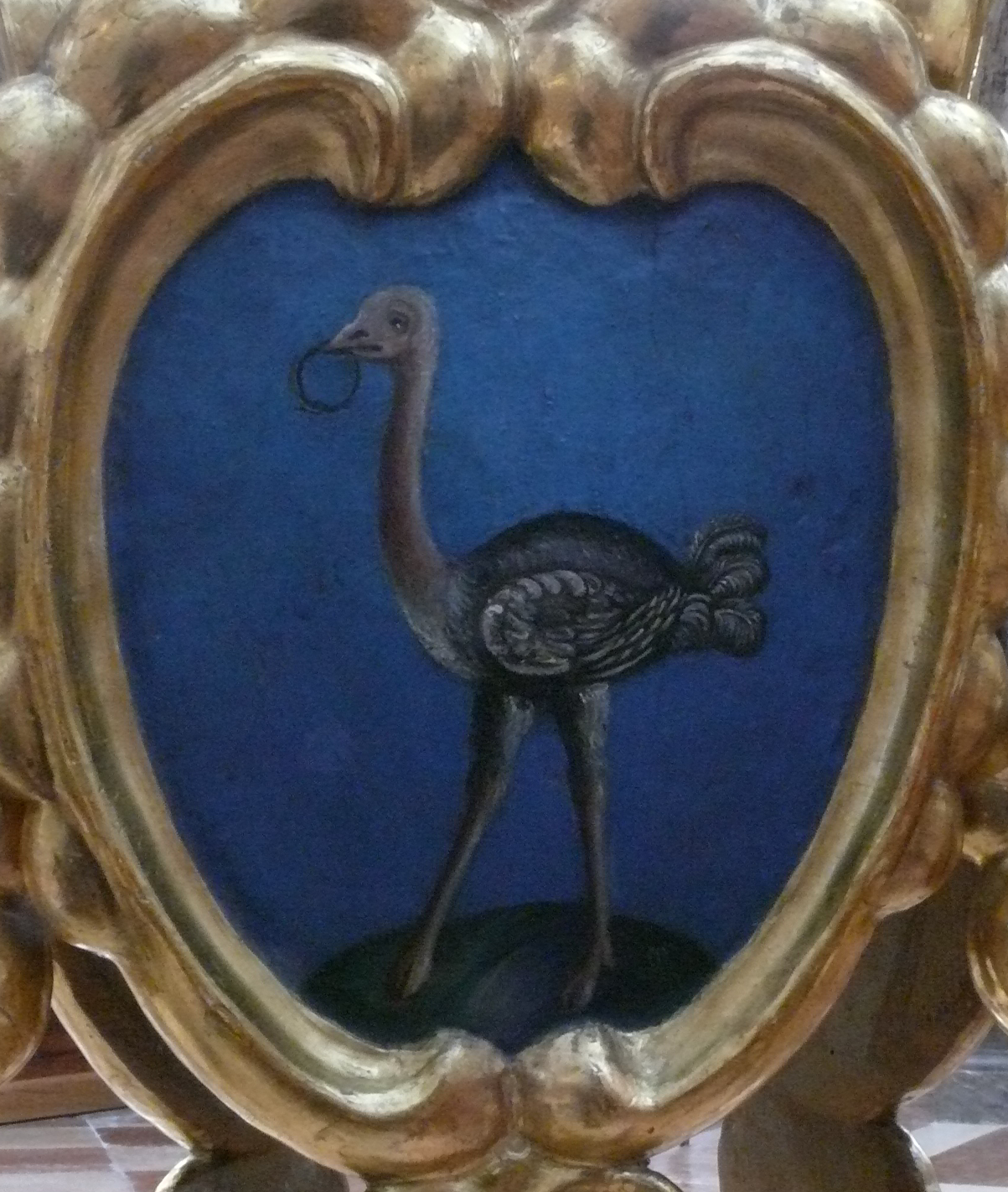
Wappen Sinnhubers an der Osterleuchte von St. Peter

Das Allianzwappen, wie es unter dem Kupferstichporträt von Philipp Kilian zu sehen ist, zeigt unter einer Mitra, aus der schräg ein Krummstab ragt, vorn den Wappenschild des Stifts St. Peter mit den Schlüsseln Petri und hinten das Familienwappen der Sinnhuber, einen Vogel Strauß, der einen Drahtring im Schnabel hält.